# Ayuela
Ayuela är en kommun i Spanien.   Den ligger i provinsen Provincia de Palencia och regionen Kastilien och Leon, i den norra delen av landet, 260 km norr om huvudstaden Madrid.